# Wuppertaler Sport-Verein 2009-2010
Questa voce raccoglie le informazioni riguardanti il Wuppertaler Sport-Verein nelle competizioni ufficiali della stagione 2009-2010.

## Stagione
Nella stagione 2009-2010 il Wuppertal, allenato da Uwe Fuchs, Peter Radojewski e Thomas Stickroth, concluse il campionato di 3. Liga al 20º posto e retrocesse in Regionalliga.

## Rosa
| N. |                                 | Ruolo | Calciatore       |
| -- | ------------------------------- | ----- | ---------------- |
| 1  | Germania (bandiera)             | P     | Christian Maly   |
| 2  | Germania (bandiera)             | C     | Björn Weikl      |
| 3  | Germania (bandiera)             | C     | Kosta Rodrigues  |
| 4  | Lussemburgo (bandiera)          | D     | Massimo Martino  |
| 5  | Germania (bandiera)             | C     | Karsten Fischer  |
| 6  | Germania (bandiera)             | C     | Mitja Schäfer    |
| 7  | Germania (bandiera)             | C     | Sven Lintjens    |
| 8  | Kirghizistan (bandiera)         | C     | Edgar Bernhardt  |
| 9  | Germania (bandiera)             | A     | Tobias Damm      |
| 10 | Bosnia ed Erzegovina (bandiera) | C     | Nermin Celikovic |
| 11 | Germania (bandiera)             | A     | Marvin Braun     |
| 14 | Albania (bandiera)              | A     | Fatmir Vata      |
| 16 | Germania (bandiera)             | C     | Salih Altın      |
| 17 | Germania (bandiera)             | D     | Mario Neunaber   |
| 18 | Germania (bandiera)             | D     | Marco Neppe      |
| 19 | Germania (bandiera)             | A     | Romas Dressler   |
| 20 | Germania (bandiera)             | D     | Davide Leikauf   |

| N. |                      | Ruolo | Calciatore           |
| -- | -------------------- | ----- | -------------------- |
| 22 | Germania (bandiera)  | D     | Michael Stickel      |
| 23 | Germania (bandiera)  | C     | Steve Müller         |
| 24 | Giappone (bandiera)  | C     | Ken Asaeda           |
| 26 | Argentina (bandiera) | C     | Víctor Lorenzón      |
| 28 | Libano (bandiera)    | D     | Mahmoud Najdi        |
| 30 | Argentina (bandiera) | A     | Andrès Formento      |
| 33 | Germania (bandiera)  | P     | Sascha Samulewicz    |
| 37 | Germania (bandiera)  | C     | Karoj Sindi          |
| 38 | Grecia (bandiera)    | P     | Asterios Karagiannis |
| 40 | Germania (bandiera)  | D     | Stefan Lorenz        |
| 42 | Germania (bandiera)  | C     | Marko Nikolić        |
| 42 | Germania (bandiera)  | A     | Daniel Keita-Ruel    |
| 43 | Germania (bandiera)  | A     | Burak Uca            |
| 44 | Germania (bandiera)  | D     | Bahadir Incilli      |
|    | Turchia (bandiera)   | D     | Devrim Kalaycı       |
|    | Germania (bandiera)  | C     | Toni Musto           |

## Organigramma societario
Area tecnica
- Allenatore: Peter Radojewski
- Allenatore in seconda: Thomas Stickroth
- Preparatore dei portieri: Dirk Zimmermann
- Preparatori atletici:

## Calciomercato

### Sessione estiva
| Acquisti | Acquisti             | Acquisti            | Acquisti |
| R.       | Nome                 | da                  | Modalità |
| -------- | -------------------- | ------------------- | -------- |
| C        | Marko Martinovic     | Duisburg U19        |          |
| A        | Fatmir Vata          | Coblenza            |          |
| C        | Ken Asaeda           | Vikt. Aschaffenburg |          |
| C        | Edgar Bernhardt      | Osnabrück           |          |
| A        | Marvin Braun         | Osnabrück           |          |
| A        | Romas Dressler       | Greuther Fürth II   |          |
| C        | Karsten Fischer      | Paderborn           |          |
| P        | Asterios Karagiannis | Hasper SV           |          |
| A        | Daniel Keita-Ruel    | Bonner              |          |
| D        | Davide Leikauf       | Wuppertal U19       |          |
| D        | Massimo Martino      | RU Luxembourg       |          |
| D        | Mario Neunaber       | Ingolstadt 04       |          |
| C        | Marko Nikolić        | Wuppertal II        |          |
| D        | José Luis Valencia   | Eindhoven           |          |

| Cessioni | Cessioni          | Cessioni           | Cessioni |
| R.       | Nome              | a                  | Modalità |
| -------- | ----------------- | ------------------ | -------- |
| C        | Ferhat Ülker      | Sprockhövel        |          |
| D        | Benjamin Barg     | Aalen              |          |
| D        | Nils Fischer      | Arminia Bielefeld  |          |
| D        | Magnús Gunnarsson | Hammer             |          |
| A        | Dirk Heinzmann    | Rot-Weiss Essen    |          |
| C        | Tim Jerat         | Holstein Kiel      |          |
| C        | Michael Lejan     | Osnabrück          |          |
| D        | Stefan Markolf    | Hessen Kassel      |          |
| C        | Marc Narewsky     | VfB Hüls           |          |
| A        | Marcel Reichwein  | LR Ahlen           |          |
| A        | Dennis Schulp     | DOVO               |          |
| D        | Michael Stuckmann | Vaduz              |          |
| D        | Tobias Willers    | Sportfreunde Lotte |          |

### Sessione invernale
| Acquisti | Acquisti | Acquisti | Acquisti |
| R.       | Nome     | da       | Modalità |
| -------- | -------- | -------- | -------- |

| Cessioni | Cessioni          | Cessioni               | Cessioni |
| R.       | Nome              | a                      | Modalità |
| -------- | ----------------- | ---------------------- | -------- |
| C        | Christopher Mahrt | SV Curslack-Neuengamme |          |
| C        | Marko Martinovic  | Duisburg II            |          |

## Risultati

### 3. Liga

#### Girone di andata
| Arbitro: | Perl |

|                             |           |                       |
| Göhlert 6’ Essig 74’ (rig.) | Marcatori | 58’ Dressler 87’ Damm |

| Arbitro: | Steuer |

|                             |           |                      |
| Fischer 25’ (rig.) Damm 49’ | Marcatori | 37’ Maul 67’ Zellner |

| Arbitro: | Gagelmann |

|  |           |                                |
|  | Marcatori | 26’ Schieber 62’, 83’ Pischorn |

| Arbitro: | Schößling |

|                       |           |                                  |
| Bohl 68’ Boskovic 90’ | Marcatori | 58’ Altın 71’ Neunaber 82’ Neppe |

| Arbitro: | Aarnink |

|  |           |                     |
|  | Marcatori | 28’ Dorn 66’ Ristić |

| Arbitro: | Fritz |

|                               |           |            |
| Ekici 5’ Alaba 74’ Duhnke 79’ | Marcatori | 82’ Asaeda |

| Arbitro: | Kampka |

|  |           |                 |
|  | Marcatori | 56’, 78’ Braham |

| Arbitro: | Ittrich |

|                |           |  |
| Cannizzaro 90’ | Marcatori |  |

| Arbitro: | Grudzinski |

|  |           |                                         |
|  | Marcatori | 11’ Siegert 36’, 73’ Lejan 68’ Heidrich |

| Arbitro: | Dittrich |

|                           |           |  |
| Piossek 65’ Kandziora 86’ | Marcatori |  |

| Arbitro: | Beitinger |

|                                                              |           |                         |
| Lorenzón 26’, 67’ (rig.) Damm 51’ Dressler 74’ Celikovic 84’ | Marcatori | 58’ Wulff 63’, 90’ Holt |

| Arbitro: | Gorniak |

|          |           |  |
| Wolf 70’ | Marcatori |  |

| Arbitro: | Benedum |

|               |           |             |
| Celikovic 31’ | Marcatori | 48’ Onuegbu |

| Arbitro: | Valentin |

|  |           |              |
|  | Marcatori | 40’ Formento |

| Arbitro: | Unger |

|            |           |           |
| Lorenz 90’ | Marcatori | 45’ Mesic |

| Arbitro: | Osmers |

|  |           |                       |
|  | Marcatori | 5’ Celikovic 86’ Vata |

| Arbitro: | Seidel |

|          |           |  |
| Damm 65’ | Marcatori |  |

| Arbitro: | Schriever |

|            |           |  |
| Hähnge 42’ | Marcatori |  |

| Arbitro: | Blos |

|              |           |  |
| Dressler 88’ | Marcatori |  |

#### Girone di ritorno
| Arbitro: | Dankert |

|              |           |                   |
| Formento 54’ | Marcatori | 30’ Mayer 66’ Gül |

| Arbitro: | Christ |

|               |           |  |
| Reichwein 34’ | Marcatori |  |

| Arbitro: | Seiwert |

|                |           |                               |
| Schipplock 44’ | Marcatori | 2’ Neunaber 27’, 65’ Formento |

| Arbitro: | Aarnink |

|  |           |                             |
|  | Marcatori | 31’ Bohl 88’ (rig.) Reinert |

| Arbitro: | Blos |

|          |           |                                        |
| Dorn 33’ | Marcatori | 31’, 89’ (rig.) Weikl 63’ (aut.) Aygün |

| Arbitro: | Petersen |

|                                                     |           |                                        |
| Lorenz 11’ Damm 36’, 90’ Formento 83’ Celikovic 87’ | Marcatori | 49’ (rig.) Ekici 60’ Sène 71’ Sikorski |

| Arbitro: | Schriever |

|              |           |  |
| Agyemang 85’ | Marcatori |  |

| Arbitro: | Cortus |

|  |           |                                                      |
|  | Marcatori | 32’ (rig.) Rockenbach 77’ Kammlott 87’ (aut.) Lorenz |

| Arbitro: | Dankert |

|            |           |             |
| Hansen 24’ | Marcatori | 31’ Fischer |

| Arbitro: | Cortus |

|  |           |                             |
|  | Marcatori | 61’ Nottbeck 90’ Großkreutz |

| Arbitro: | Thielert |

|            |           |           |
| Heider 25’ | Marcatori | 37’ Weikl |

| Arbitro: | Osmers |

|              |           |               |
| Dressler 87’ | Marcatori | 15’, 32’ Kurz |

| Arbitro: | Perl |

|                                      |           |  |
| Calamita 65’, 74’ Kruppke 87’ (rig.) | Marcatori |  |

| Arbitro: | Valentin |

|               |           |            |
| Celikovic 88’ | Marcatori | 78’ Wagner |

| Arbitro: | Unger |

|  |           |            |
|  | Marcatori | 90’ Müller |

| Arbitro: | Sönder |

|  |           |                           |
|  | Marcatori | 22’ Wohlfarth 84’ Bambara |

| Arbitro: | Blos |

|               |           |  |
| Steegmann 11’ | Marcatori |  |

| Arbitro: | Ittrich |

|             |           |             |
| Fischer 17’ | Marcatori | 90’ Amrhein |

| Arbitro: | Hartmann |

|                                |           |                               |
| Kegel 2’ Koch 28’ Petrovic 42’ | Marcatori | 60’ Asaeda 78’ (rig.) Fischer |

## Statistiche

### Statistiche di squadra
| Competizione | Punti | In casa | In casa | In casa | In casa | In casa | In casa | In trasferta | In trasferta | In trasferta | In trasferta | In trasferta | In trasferta | Totale | Totale | Totale | Totale | Totale | Totale | DR  |
| Competizione | Punti | G       | V       | N       | P       | Gf      | Gs      | G            | V            | N            | P            | Gf           | Gs           | G      | V      | N      | P      | Gf     | Gs     | DR  |
| ------------ | ----- | ------- | ------- | ------- | ------- | ------- | ------- | ------------ | ------------ | ------------ | ------------ | ------------ | ------------ | ------ | ------ | ------ | ------ | ------ | ------ | --- |
| 3. Liga      | 38    | 19      | 4       | 5       | 10      | 20      | 36      | 19           | 6            | 3            | 10           | 20           | 25           | 38     | 10     | 8      | 20     | 40     | 61     | -21 |
| Totale       | 38    | 19      | 4       | 5       | 10      | 20      | 36      | 19           | 6            | 3            | 10           | 20           | 25           | 38     | 10     | 8      | 20     | 40     | 61     | -21 |

### Andamento in campionato
| Giornata  | 1 | 2  | 3  | 4  | 5  | 6  | 7  | 8  | 9  | 10 | 11 | 12 | 13 | 14 | 15 | 16 | 17 | 18 | 19 | 20 | 21 | 22 | 23 | 24 | 25 | 26 | 27 | 28 | 29 | 30 | 31 | 32 | 33 | 34 | 35 | 36 | 37 | 38 |
| --------- | - | -- | -- | -- | -- | -- | -- | -- | -- | -- | -- | -- | -- | -- | -- | -- | -- | -- | -- | -- | -- | -- | -- | -- | -- | -- | -- | -- | -- | -- | -- | -- | -- | -- | -- | -- | -- | -- |
| Luogo     | T | C  | C  | T  | C  | T  | C  | T  | C  | T  | C  | T  | C  | T  | C  | T  | C  | T  | C  | C  | T  | T  | C  | T  | C  | T  | C  | T  | C  | T  | C  | T  | C  | T  | C  | T  | C  | T  |
| Risultato | N | N  | P  | V  | P  | P  | P  | P  | P  | P  | V  | P  | N  | V  | N  | V  | V  | P  | V  | P  | P  | V  | P  | V  | V  | P  | P  | N  | P  | N  | P  | P  | N  | V  | P  | P  | N  | P  |
| Posizione | 9 | 12 | 16 | 11 | 16 | 18 | 20 | 20 | 20 | 20 | 20 | 20 | 20 | 20 | 20 | 19 | 16 | 19 | 17 | 19 | 20 | 18 | 19 | 17 | 16 | 17 | 17 | 18 | 19 | 19 | 19 | 20 | 20 | 18 | 18 | 18 | 19 | 20 |

Legenda:

Luogo: C = Casa; T = Trasferta. Risultato: V = Vittoria; N = Pareggio; P = Sconfitta.

### Statistiche dei giocatori
!! colspan="4" | Totale

| Giocatore      | 3. Liga S. Altın | 3. Liga S. Altın | 3. Liga S. Altın | 3. Liga S. Altın | 19       | 1    | 1           | 0          |
| Giocatore      | Presenze         | Reti             | Ammonizioni      | Espulsioni       | Presenze | Reti | Ammonizioni | Espulsioni |
| K. Asaeda      | 24               | 2                | 7                | 0                |          |      |             |            |
| E. Bernhardt   | 25               | 0                | 0                | 0                |          |      |             |            |
| M. Braun       | 23               | 0                | 3                | 0                |          |      |             |            |
| N. Celikovic   | 25               | 5                | 4                | 0                |          |      |             |            |
| T. Damm        | 35               | 6                | 1                | 0                |          |      |             |            |
| R. Dressler    | 22               | 4                | 0                | 0                |          |      |             |            |
| K. Fischer     | 36               | 4                | 5                | 0                |          |      |             |            |
| A. Formento    | 21               | 5                | 2                | 0                |          |      |             |            |
| B. Incilli     | 4                | 0                | 0                | 0                |          |      |             |            |
| D. Kalaycı     | 0                | 0                | 0                | 0                |          |      |             |            |
| A. Karagiannis | 1                | 0                | 0                | 0                |          |      |             |            |
| D. Keita-Ruel  | 6                | 0                | 0                | 0                |          |      |             |            |
| D. Leikauf     | 7                | 0                | 1                | 0                |          |      |             |            |
| S. Lintjens    | 0                | 0                | 0                | 0                |          |      |             |            |
| S. Lorenz      | 22               | 2                | 6                | 2                |          |      |             |            |
| V. Lorenzón    | 11               | 2                | 0                | 0                |          |      |             |            |
| C. Maly        | 36               | 0                | 0                | 1                |          |      |             |            |
| M. Martino     | 1                | 0                | 0                | 0                |          |      |             |            |
| T. Musto       | 1                | 0                | 0                | 0                |          |      |             |            |
| S. Müller      | 29               | 1                | 4                | 0                |          |      |             |            |
| M. Najdi       | 12               | 0                | 2                | 0                |          |      |             |            |
| M. Neppe       | 32               | 1                | 2                | 0                |          |      |             |            |
| M. Neunaber    | 27               | 2                | 4                | 0                |          |      |             |            |
| M. Nikolić     | 0                | 0                | 0                | 0                |          |      |             |            |
| K. Rodrigues   | 14               | 0                | 0                | 0                |          |      |             |            |
| S. Samulewicz  | 4                | 0                | 0                | 0                |          |      |             |            |
| M. Schäfer     | 33               | 0                | 4                | 1                |          |      |             |            |
| K. Sindi       | 1                | 0                | 0                | 0                |          |      |             |            |
| M. Stickel     | 9                | 0                | 6                | 0                |          |      |             |            |
| B. Uca         | 4                | 0                | 0                | 0                |          |      |             |            |
| J. Valencia    | 9                | 0                | 1                | 0                |          |      |             |            |
| F. Vata        | 15               | 1                | 4                | 0                |          |      |             |            |
| B. Weikl       | 24               | 3                | 5                | 0                |          |      |             |            |